# Fidelisbäck

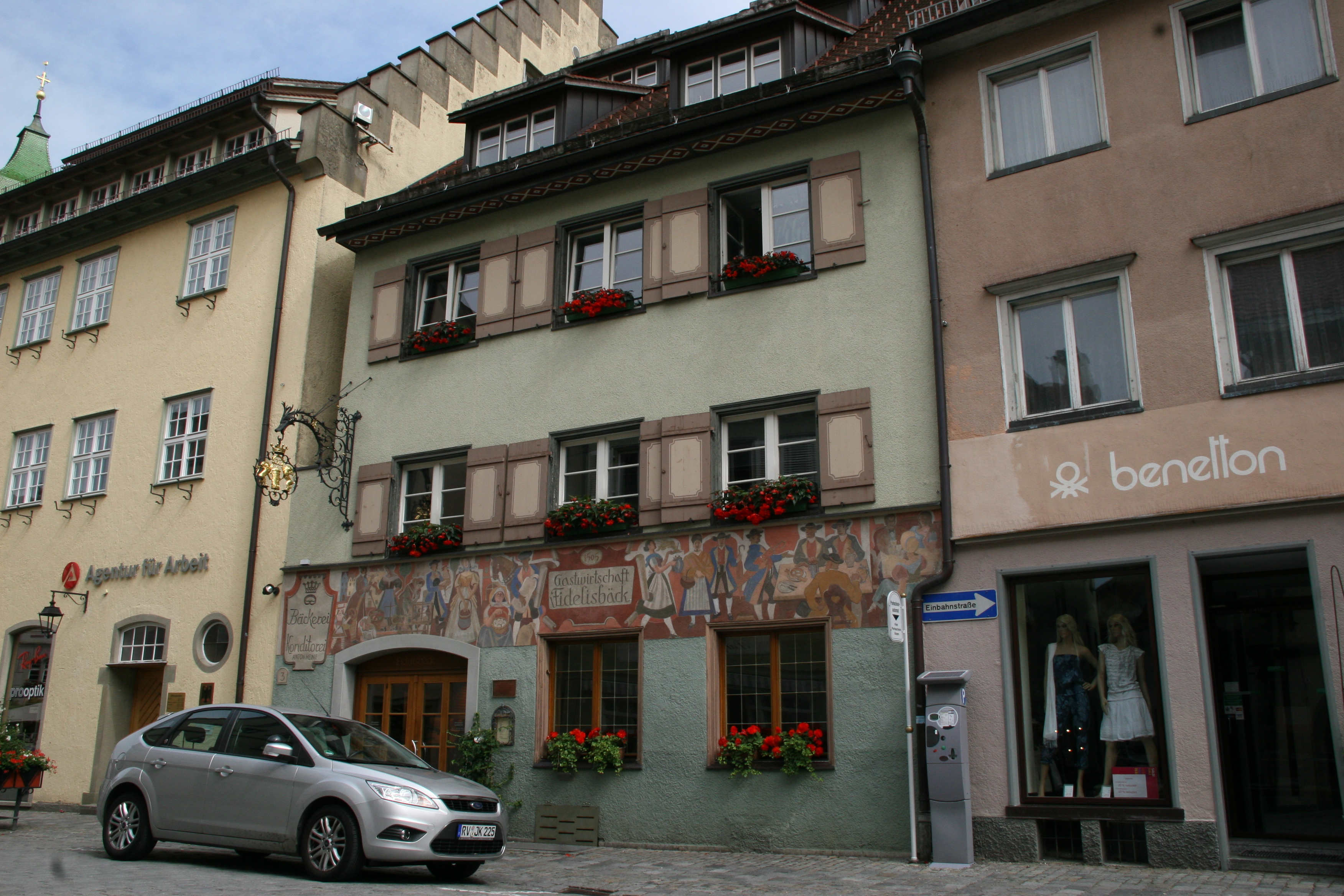
Der Fidelisbäck in Wangen

Der Fidelisbäck ist eine Bäckerei mit angeschlossener Gaststätte in Wangen im Allgäu. Die Geschichte des Fidelisbäck lässt sich bis ins Jahr 1505 zurückverfolgen, damit gilt die Bäckerei als eine der ältesten ihrer Zunft, die heute noch besteht. Das Haus in der Paradiesstraße ist wegen seiner bunten Fassadenmalereien auch eine der Sehenswürdigkeiten der Stadt.

## Geschichte
Die erste Erwähnung findet sich im Steuerbuch der Stadt Wangen aus dem Jahre 1505. Als Inhaber wird ein Hans Wangner genannt. Seither lässt sich durchgehend, mit Ausnahme der Jahre 1616–1637, für die die Unterlagen im Dreißigjährigen Krieg verloren gingen, eine Nutzung als Bäckerei, weitestgehend im Familienbesitz nachweisen.
Zweimal brannte das Bäckerhaus bei Großbränden ab. Der erste Brand war 1539, als Hans Wagner, der Enkel des erstgenannten Firmeninhabers die Bäckerei führte. Der zweite Brand geschah 1793. Zu dieser Zeit führte Fidel Hasel das Haus. Ihm verdankt die Bäckerei auch ihren heutigen Namen. In den Jahren 1887 und 1888 wurde die Bäckerei zweimal verkauft, zuletzt an Franz Joseph Schneider. Dessen Witwe Kunigunde heiratete 1900 ihren Angestellten Anton Heine. Bis 2020 befand sich die Bäckerei im Besitz der Familie Heine und wurde zuletzt ab 1991 von Ursula Mönch, der Urenkelin Anton Heines geführt. Diese übergab das Geschäft am 1. Januar 2020 an drei zuvor bei ihr Angestellte: Andreas Mader, Marlene Rampp und Christian Koch. Diese drei führen seitdem das Unternehmen weiter. Immer noch ist der Fidelisbäck Slowbaking-zertifiziert, was keine Konservierungsstoffe oder sonstige Zusatzstoffe im Gebäck erlaubt. Neben dem Stammhaus in der Wangener Innenstadt betreibt Fidelisbäck noch acht weitere Filialen, zwei davon in Lindau, eine in Wasserburg, eine in Neuravensburg, eine in Vogt die neueste Filiale in Leutkirch im Allgäu und zwei weitere in Wangen.

## Fidelisbäck – heute

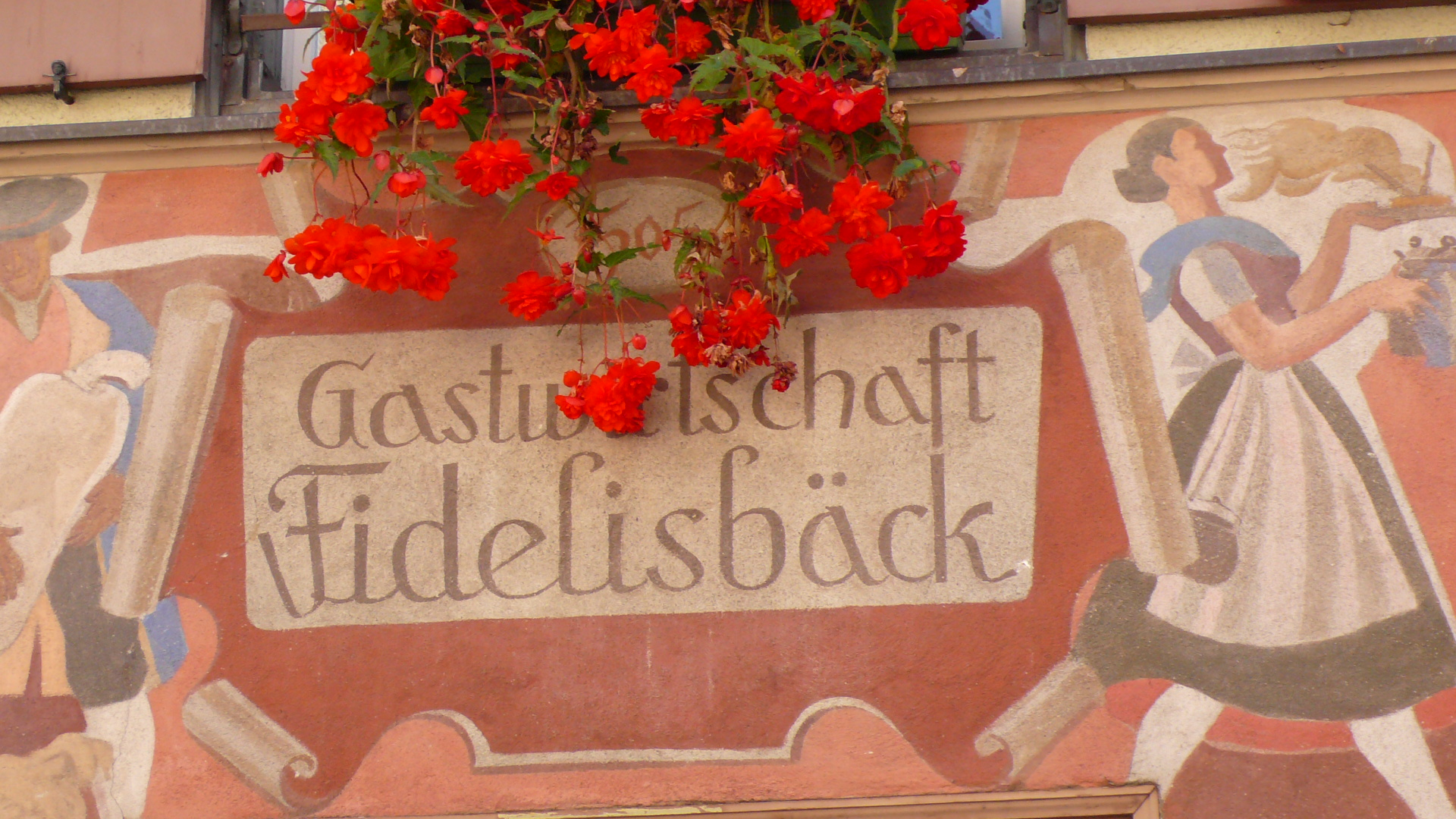
Gastwirtschaft Fidelisbäck

Der Fidelisbäck ist weit über die Grenzen Wangens hinaus bekannt und wird auch von der Stadt als Touristenziel beworben.
Das beliebteste Erzeugnis in der Gastwirtschaft ist der Leberkäs, der von der Wangener Metzgerei Joos geliefert wird. Davon werden wöchentlich rund 5000 Portionen verkauft. 800 bis 1000 Gäste kommen täglich in die Gastwirtschaft, dazu noch rund 1500 Kunden in die Bäckerei. Auch wenn es heute nicht mehr ganz so streng gehandhabt wird, wie noch vor einigen Jahren, so sind dennoch im Allgemeinen keine Tischreservierungen möglich. So konnte es zu der kuriosen Episode kommen, dass in den 1970er Jahren der damalige baden-württembergische Innenminister Karl Schiess die Gastwirtschaft besuchen sollte. Weil keine Tischreservierung vorgenommen wurde, bestellte die Stadtverwaltung einige Mitglieder der örtlichen Feuerwehr und spendierte diesen Leberkäs, Laugenhörnle und Bier, damit sie einen Tisch für den Minister blockieren und bei dessen Ankunft räumen sollten. Das gleiche Vorgehen, nur diesmal mit Schulkindern statt Feuerwehrleuten wurde später für eine Visite des damaligen Ministerpräsidenten von Baden-Württemberg, Günther Oettinger wiederholt.
Im Jahr 2005 feierte der Fidelisbäck sein 500-jähriges Bestehen mit einem großen, „Fidelaeum“ genannten Fest. Dabei sollen knapp 20.000 Besucher gekommen sein.